# Rivière à la Chasse (lac Saint-Jean)
Pour les articles homonymes, voir Chasse (homonymie).
Ne doit pas être confondu avec Rivière à la Chasse (Baie-Comeau).
La rivière à la Chasse est un affluent du lac Saint-Jean, coulant la municipalité de Sainte-Hedwidge et de Saint-Prime, dans la municipalité régionale de comté (MRC) du Domaine-du-Roy, dans la région administrative de Saguenay–Lac-Saint-Jean, dans la province de Québec, au Canada.
La partie supérieure de la vallée de la rivière à la Chasse est desservie par le chemin du 5e rang; la partie intermédiaire, par la route du 4e rang et la route du 3e rang; la partie inférieure par la rue Principale.
La sylviculture constitue la principale activité économique de la moitié supérieure de cette vallée; l'agriculture, dans la partie inférieure.
La surface de la rivière à la Chasse est habituellement gelée du début de décembre à la fin mars, sauf les zones de rapides; toutefois la circulation sécuritaire sur la glace se fait généralement de la mi-décembre à la mi-mars.[réf. nécessaire]

## Géographie
La rivière à la Chasse tire sa source à la confluence de plusieurs ruisseaux forestiers (altitude: 270 m) dans Sainte-Hedwidge. Cette source est située à:
- 1,8 km à l'ouest du cours de la rivière Ouiatchouaniche;
- 3,6 km au nord-ouest du centre du village de Sainte-Hedwidge;
- 10,0 km au sud-ouest de l'embouchure de la rivière à la Chasse[3].

À partir de sa source, la rivière à la Chasse coule sur 12,3 km avec une dénivellation de 169 m, selon les segments suivants:
- 8,4 km vers le nord d'abord en zone forestière, puis agricole, jusqu'à un coude de rivière;
- 3,9 km vers le nord-est en zone agricole en coupant la route 169 (rue Principale), en recueillant le ruisseau chez Tanis (venant du sud-est), et en coupant le chemin de fer en fin de segment, jusqu’à son embouchure[3].

La rivière à la Chasse se déverse sur rive sud-ouest du lac Saint-Jean. Cette confluence est située entre les villages de Saint-Prime et de Pointe-Bleue, soit à:
- 4,9 km à l'ouest du centre du village de Pointe-Bleue;
- 2,9 km à l'est du centre du village de Saint-Prime;
- 9,6 km au nord-ouest du centre-ville de Roberval[3].

À partir de l’embouchure de la rivière à la Chasse, le courant traverse le lac Saint-Jean vers l'est sur 39,5 km vers le nord-est, emprunte le cours de la rivière Saguenay via la Petite Décharge sur 172,3 km vers l'est jusqu’à Tadoussac où il conflue avec l’estuaire du Saint-Laurent.

## Toponymie
Le toponyme « rivière à la Chasse » a été officialisé le 5 décembre 1968 à la Banque des noms de lieux de la Commission de toponymie du Québec.